# Alphonse Mingana

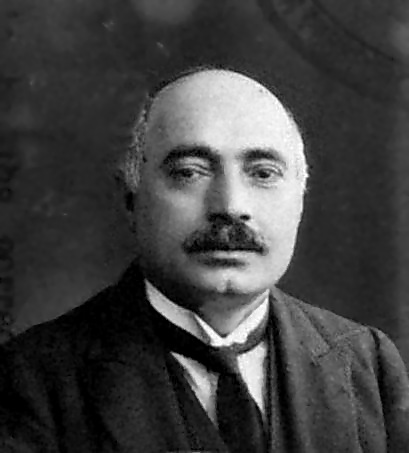
Alphonse Mingana

Alphonse Mingana (nascido como Hurmiz Mingana; siríaco: ܗܪܡܙ ܡܢܓܢܐ , em 1878 em Sharanesh, uma vila perto de Zakho (atual Iraque) - morreu em 5 de dezembro de 1937 Birmingham, Inglaterra) foi um teólogo assírio, historiador, siríaco, orientalista e ex-padre que é mais conhecido por coletar e preservar a coleção Mingana de antigos manuscritos do Oriente Médio em Birmingham.

## Chegada à Inglaterra
Em 1913, Mingana veio para a Inglaterra a convite de J. Rendel Harris, Diretor de Estudos do Woodbrooke Quaker Study Centre, um assentamento quaker em Selly Oak, em Birmingham. Mingana permaneceu em Woodbrooke por dois anos, onde conheceu sua futura esposa, Emma Sophie Floor, uma estudante norueguesa. O casal casou-se em 1915. No mesmo ano, Mingana foi nomeado para a equipe da Biblioteca John Rylands, em Manchester, para catalogar a coleção de manuscritos árabes da Biblioteca. Ele viveu em Manchester até 1932, período em que seus dois filhos, John e Marie, nasceram. Quando Mingana deixou John Rylands, em 1932, ele havia subido ao posto de Guardião dos Manuscritos Orientais.

## A Coleção Mingana
Em 1924, Mingana fez a primeira de três viagens ao Oriente Médio para coletar antigos manuscritos siríacos e árabes. A expedição foi patrocinada pela Biblioteca John Rylands e pelo Dr. Edward Cadbury, o Quaker proprietário da famosa fábrica de chocolate em Bournville, que Mingana conhecera através de Rendel Harris. Vários dos manuscritos com os quais ele devolveu formaram a base da Coleção Mingana em Woodbrooke. Mingana acrescentou à coleção manuscritos adquiridos em mais duas viagens ao Oriente Médio em 1925 e 1929, ambas as viagens foram financiadas exclusivamente por Edward Cadbury. Em 1932, Mingana voltou para Birmingham para se concentrar na catalogação da coleção. O primeiro catálogo descrevendo 606 manuscritos siríacos foi publicado em 1933. Um outro volume publicado em 1936 descreve 120 manuscritos árabes cristãos e 16 manuscritos siríaco. O terceiro volume, catalogando 152 manuscritos árabes cristãos e 40 manuscritos siríacos foi publicado em 1939, dois anos após a morte de Mingana.
A Coleção Mingana está alojada em Coleções Especiais da Universidade de Birmingham onde está disponível para estudo.  A coleção é designada pelo Conselho de Museus, Bibliotecas e Arquivos como sendo de importância internacional.
Papéis de Alphonse Mingana, incluindo sua correspondência, cadernos, relatórios e outros itens, também são mantidos na Cadbury Research Library (número de referência DA66).

## Publicações selecionadas
- 1934: Catalogue of the Arabic Manuscripts in the John Rylands Library, Manchester. 1192 p. Manchester: Manchester University Press